# Orde van de Vlecht

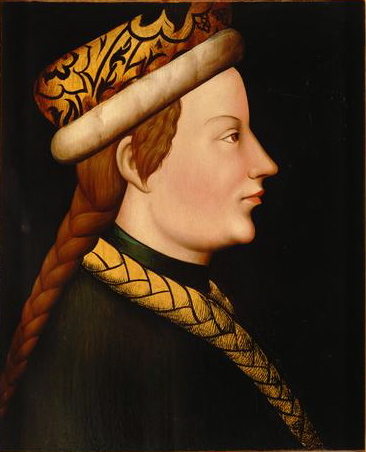

De Orde van de Lok, ook Orde van de Vlecht genoemd, (Duits:"Orden vom Zopf" of "Orden von der Locke") was een Oostenrijkse ridderorde. Zij werd in 1376, op het hoogtepunt van de romantiek rond het hoofse ridderwezen, gesticht door Albrecht III Hertog van Oostenrijk. Aanleiding was de lok van haar haar, anderen spreken van een vlecht, die zijn bruid, Beatrix, dochter van Burggraaf Frederik VII van Neurenberg uit het Huis Hohenzollern, aan hem schonk.
Hij liet de lok van het prachtige en door hem hooggeprezen haar tot een "zopf" of gevlochten vlecht vlechten.
Albrecht "de astroloog" werd daarom ook "Albrecht met de vlecht" genoemd. De Orde overleefde haar in 1395 gestorven stichter niet.